# Data strobe encoding
La codificación estroboscópica de datos (Data strobe encoding o codificación D/S ) es un esquema de codificación usado para transmitir datos en circuitos digitales . Utiliza dos líneas de señal (por ejemplo, hilos en un cable o pistas en una placa de circuito impreso ): Datos y Strobe. Esta codificación tiene la propiedad de que la señal Data o Strobe cambia su valor lógico en un ciclo de reloj, pero nunca ambas. Más precisamente, los datos se transmiten tal cual en la señal Data y la señal Strobe cambia su estado solo si Data permanece constante entre dos bits de datos. Esto permite una recuperación del reloj sencilla y con una buena tolerancia al jitter al aplicar un XOR a los valores de las dos señales.
Existe una forma equivalente de especificar la relación entre Data y Strobe. Para los bits de datos pares, Strobe es lo opuesto a Data. Para bits de datos impares, Strobe es lo mismo que Data. A partir de esta definición, es más evidente que un XOR entre Data y Strobe producirá una señal de reloj. Además, esta es una de las formas más simples de generar la señal Strobe para un flujo de datos determinado.
La codificación Data strobe se originó en el estándar IEEE 1355 y se usa en las líneas de señal en SpaceWire y en el sistema IEEE 1394 (también conocido como FireWire 400 ).
El Código Gray es otro código en el que siempre se cambia un valor lógico, pero nunca más de uno.